# Liste de poissons d'aquarium
Cet article court présente un sujet plus développé dans plusieurs articles dérivés.
Pour un article plus général, voir Poisson d'aquarium.
Les espèces de poissons utilisées en aquariophilie peuvent être divisées en trois biotopes principaux :
- les poissons d'aquarium d'eau douce ;
- les poissons d'aquarium d'eau de mer ;
- les poissons d'aquarium d'eau saumâtre (en).

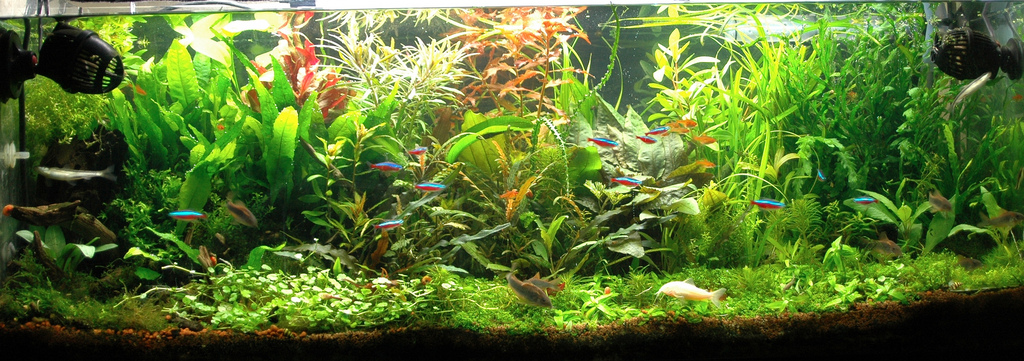
Aquarium d'eau douce
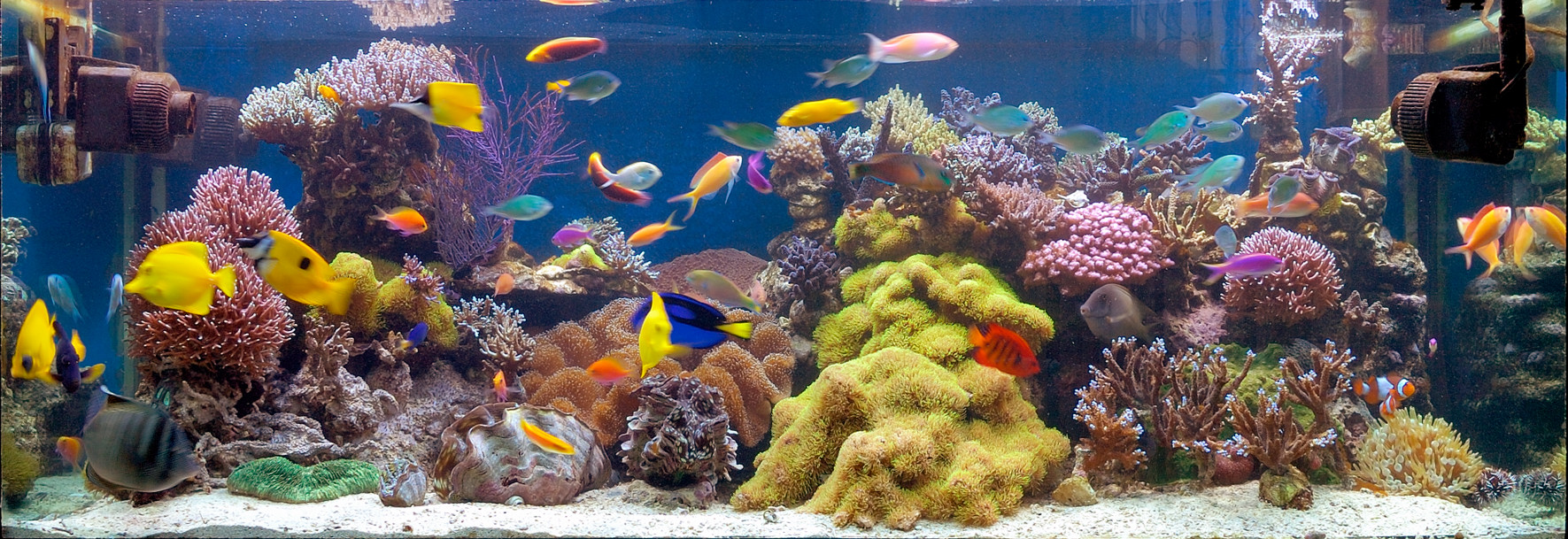
Aquarium d'eau de mer
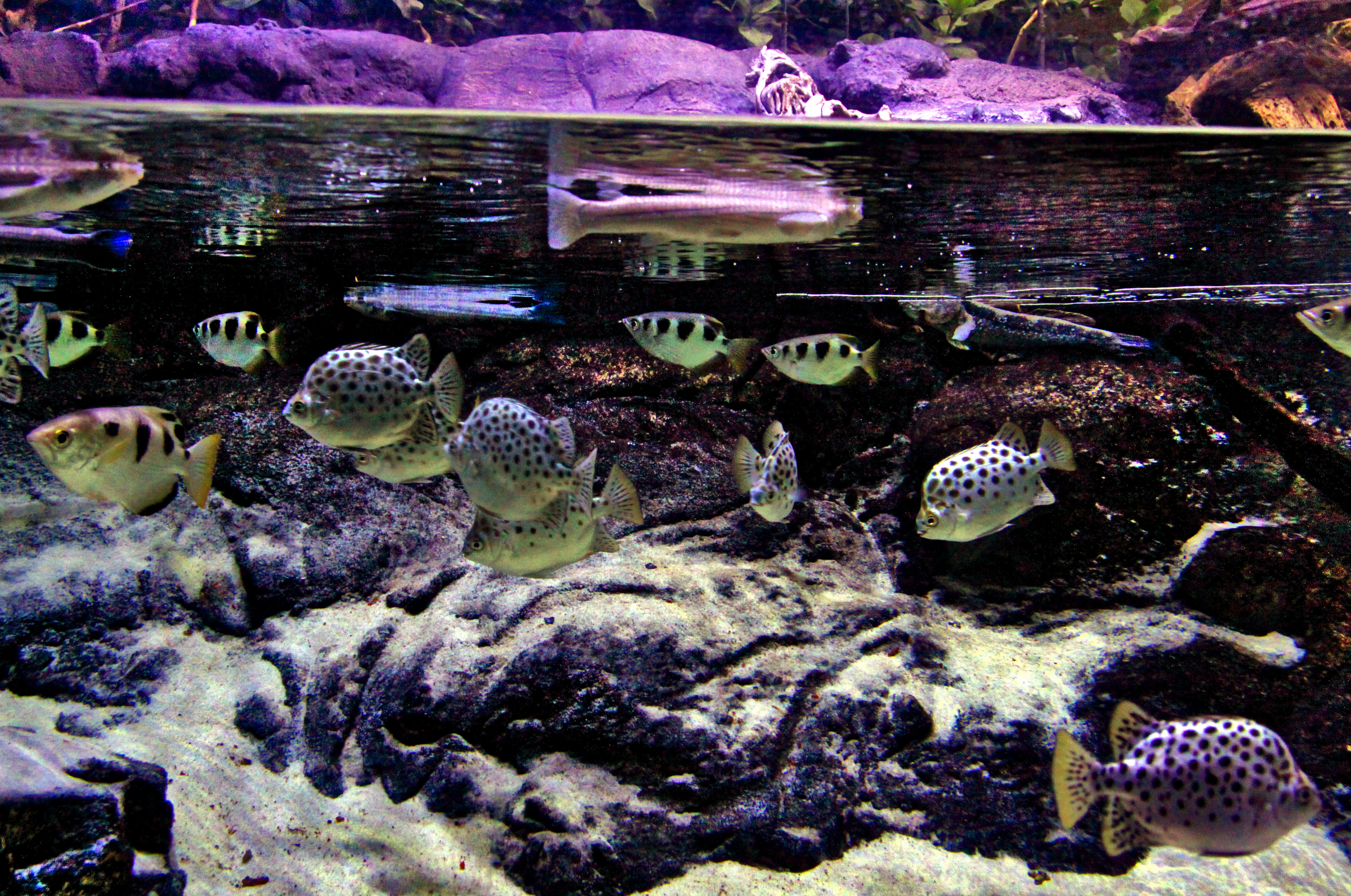
Aquarium d'eau saumâtre (en)